# Nutriment
 (novembre 2008).
Si vous disposez d'ouvrages ou d'articles de référence ou si vous connaissez des sites web de qualité traitant du thème abordé ici, merci de compléter l'article en donnant les références utiles à sa vérifiabilité et en les liant à la section « Notes et références ».
Les nutriments, ou éléments nutritifs, sont constitués dans le corps par l'ensemble des composés organiques et inorganiques nécessaires à l'organisme vivant pour entretenir la vie. Le processus d'assimilation des nutriments est la nutrition. Un nutriment est une substance organique ou minérale, directement assimilable sans avoir à subir les processus de dégradation de la digestion. Une définition plus extensive prend en compte les nutriments qui se trouvent sous forme de macromolécules glucidiques, protidiques et lipidiques dans les aliments, macromolécules dégradées par hydrolyse enzymatique lors de la digestion pour donner ces éléments nutritifs.
Les nutriments sont des composants élémentaires contenus dans la nourriture, ou issus de la nature ambiante. Ils sont utilisés par l'organisme pour assurer l'entretien, le fonctionnement métabolique et physiologique d'un individu, notamment de son développement et de sa croissance.

## Classification selon leur essentialité
Les nutritionnistes distinguent :
- les nutriments essentiels (ou indispensables), obligatoirement apportés par l'alimentation, car l'organisme est incapable de les synthétiser du fait de l'absence des gènes correspondant aux enzymes nécessaires. Exemples : acides aminés essentiels, acides gras essentiels, et en quantités plus faibles minéraux, oligo-éléments et certaines vitamines ;
- les nutriments semi-essentiels (conditionnellement indispensables). Leur synthèse est possible (entièrement ou à partir de précurseurs présents dans l'alimentation) mais insuffisante dans certaines situations physiologiques ou pathologiques. Exemples : la glutamine peut devenir un facteur limitant en cas de grande situation de stress métabolique, apport en cystéine chez l’enfant prématuré ou l’insuffisant hépatique, arginine et de l'histidine, essentiels uniquement pour les nourrissons et présents dans le lait maternel, carence en vitamine D reliée au manque d'exposition au soleil ;
- les nutriments non essentiels (non indispensables).

## Classification par fonction

### Nutriments énergétiques
D'un point de vue diététique, la diète devrait être composée de :
- Lipides : de 35 à 40 % de l'apport énergétique total (AET) (dont acides gras saturés : 12 % maximum)[3] ;
- Protides : de 10 à 20 % de l'AET[3] ;
- Glucides : de 40 à 55 %[3] de l'AET.

Ils sont parfois classés en macronutriments (nutriments dont l'organisme a besoin en grande quantité), les vitamines et minéraux étant classés en micronutriments.

### Nutriments de constitution et d'entretien des tissus
- protéines, lipides, éléments minéraux (Ca, P)

### Nutriments de régulation dumétabolisme
- vitamines (certaines sont des cofacteurs enzymatiques)
- acides aminés essentiels, acides gras essentiels
- éléments minéraux : Na, K, Ca, P, Mg, S, Fe, Zn, etc.
- éléments traces (oligo-éléments) : I, Cu, Co, Cr, Mn, V, Mo, Ni, Pb, etc.

### Nutriments à fonction mécanique (péristaltismeintestinal)
- fibres alimentaires (cellulose, hémicelluloses)

### Nutriments à fonction sensorielle (appétence)
- arômes : odeur et saveur formant la flaveur
- les nutriments jouant sur la couleur
- les nutriments jouant sur la consistance (eau, etc.)

## Classification par structure chimique

### L'eau
L'eau est le liquide le plus indispensable de tous les nutriments, elle a un caractère essentiel pour tous les processus biologiques : comme réactif, comme solvant et comme moyen de transport. Elle participe de manière essentielle aux processus osmotiques et aux échanges thermiques.
Besoins quotidiens moyens pour un individu adulte de 60 kg : 2,8 litres
Ces besoins sont couverts par :
- Les boissons : de 1 à 1,5 litre
- Les aliments solides (eau contenue) : env. 1,2 litre
- La production interne (endogène), la digestion des autres constituants des aliments : de 0,3 à 0,4 litre.

Exemples de teneurs en eau :
| Produit                   | Teneur en eau |
| ------------------------- | ------------- |
| Eau de boisson            | 100 %         |
| Tomates                   | 95 %          |
| Fruits/légumes frais      | 90 %          |
| Jus de pommes/Lait entier | 87 %          |
| Viandes (crues)           | 65 % - 75 %   |
| Pain                      | 35 %          |

### Les glucides
Les glucides sont les sucres et les substances apparentées (amidon, fibres, etc.).
Les glucides sont les constituants majeurs des denrées les plus consommées (fruits, légumes, céréales). Ils constituent la principale source d'énergie dans l'alimentation, car la plus facile et la moins chère à produire (il y a une relation directe entre le niveau de vie et la part des glucides dans l'apport énergétique total).

#### Importance dans la nutrition
- Apport calorifique : 4 kcal ou 17 kJ/g (pour les glucides assimilables)
- Caractère indispensable pour une diète équilibrée (assimilation des lipides)
- Apport de fibres alimentaires (indigestes (non-assimilables) servant de "ballast" et d'accélérateur du transit intestinal)
- Apport potentiel d'une saveur sucrée (appétence)
- Contribution à l'élimination de substances indésirables peu solubles dans l'eau, éliminées sous forme d'associations solubles dans l'eau, la voie urinaire.

Actuellement, les diététiciens recommandent d'augmenter la consommation de glucides complexes provenant des légumineuses, des céréales complètes, des légumes et des fruits, notamment pour accroître l'apport en fibres.
Exemples de teneurs en glucides et en fibres :
| Produit            | Glucides totaux | Fibres et céréales | Glucides assimilables |
| ------------------ | --------------- | ------------------ | --------------------- |
| Riz naturel sec    | 76,3 %          | 2,2 %              | 74,1 %                |
| Lentilles (sèches) | 57,6 %          | 17,0 %             | 40,6 %                |
| Soja               | 28,3 %          | 22,0 %             | 6,3 %                 |
| Noix               | 16,7 %          | 10,6 %             | 6,1 %                 |
| Fromage (Gruyère)  | 1,5 %           | -                  | -                     |
| Entrecôte de bœuf  | 0,5 %           | -                  | 0,5 %                 |

#### Classification des glucides (dans l'alimentation)

##### Monosaccharides
- Pentoses
- Aldohexoses : glucose, galactose
- Cétohexoses : fructose

##### Disaccharides
Réducteurs :
- Lactose
- Maltose

Non réducteurs :
- Saccharose

##### Oligosaccharides
- Raffinose
- Polydextrose

##### Polysaccharides
Assimilables :
- Amidon
- Dextrines
- Glycogène

Non assimilables :
- Fibres alimentaires : cellulose, hémicelluloses, inuline
- Gélifiants et épaississants : pectines, alginates (algues), gélose (algues)

##### Sucres-alcoolsouPolyols
- Pentitols : xylitol
- Hexitols : sorbitol, mannitol
- Disaccharides : maltitol, isomalt (palatinit), lactitol
- glycérol

##### Glycosides
- Vanille (vanilline)
- Moutardes (glucosinolates)
- Amygdaline

### Les lipides
L'essentiel des lipides sont des triglycérides, des esters de glycérol et d'acides gras à plus ou moins longue chaîne. Les propriétés des triglycérides découlent des acides gras qui les constituent, on distingue trois types d'acides gras. Les acides gras mono-insaturés (AGM) et poly-insaturés (AGP) sont présents dans les huiles végétales et jouent un rôle protecteur contre l'athérosclérose. Les acides gras saturés (AGS), présents dans les graisses d'origine animale (la viande, les produits laitiers et les œufs), sont responsables des dépôts lipidiques dans les parois des vaisseaux sanguins, une maladie dont les manifestations sont liées à l'ischémie des tissus irrigués par les vaisseaux lésés : ramollissement cérébral, angine de poitrine et infarctus du myocarde, insuffisance rénale et hypertension artérielle, artérite des membres inférieurs, etc.
Les AG insaturés augmentent les besoins en vitamine E, qui les protège de l'oxydation. Les margarines végétales sont toujours supplémentées en vitamine E et les huiles végétales en contiennent naturellement beaucoup (surtout lorsqu'elles ne sont pas raffinées).
Autres lipides: les phospholipides, dont la lécithine, les stérols dont le cholestérol
Exemples de teneurs en lipides :
| Produit           | Lipides totaux | Acides gras saturés | Acides gras mono-insaturés | Acides gras poly-insaturés |
| ----------------- | -------------- | ------------------- | -------------------------- | -------------------------- |
| Entrecôte de bœuf | 11,8 %         | 4,96 %              | 5,6 %                      | 0,47 %                     |
| Soja              | 18,3 %         | 2,39 %              | 4,09 %                     | 10,73 %                    |
| Fromage (Gruyère) | 32,1 %         | 17,12 %             | 9,30 %                     | 1,80 %                     |
| Noix              | 62,5 %         | 6,83 %              | 10,94 %                    | 41,69 %                    |
| Riz naturel sec   | 2,20 %         | 0,61 %              | 0,55 %                     | 0,81 %                     |

### Les protéines
À l'heure actuelle, dans la société occidentale, les personnes carencées en protéines sont rares et ne se rencontrent que dans des situations dramatiques de malnutrition.
Exemples de teneur en protéines :
- Algues :
  - spiruline : de 55 à 70 %
  - nori : de 19 à 47 %
- Légumineuses :
  - Soja : 37 %
  - lentilles sèches : 24 %
  - haricots verts secs : 21 %
- Fromage (gruyère) : 27 %
- Entrecôte de bœuf : 21 % (la plupart des viandes et volailles ont une teneur en protéines voisine de 20 %, la plupart des poissons autour de 15 %)
- Noix et graines : de 8 à 17 %
- Céréales : de 7 à 17 %
- Insectes comestibles : de 5 à 21 %

#### Qualité des protéines (acides aminés)
Les protéines sont des chaînes d'acides aminés assemblées dans un ordre précis. Les acides aminés servant de base aux protéines sont au nombre d'une vingtaine dont huit (ou neuf selon les individus) sont « essentiels » à l'organisme humain. Leur présence dans la ration alimentaire est indispensable, l'organisme étant incapable d'en assurer la synthèse. Il s'agit de valine, leucine, isoleucine, thréonine, tryptophane, phénylalanine, méthionine et lysine.
Les aliments peuvent être diversement répertoriés en fonction des proportions d'AA essentiels qui composent les protéines qu'ils contiennent.
Certains fournissent des protéines dites de « haute valeur biologique » car elles offrent les AA essentiels en proportion presque adéquate. Ce sont, d'une manière générale: certaines céréales (riz complet, blé de Khorasan complet), le quinoa, le sarrasin, les produits laitiers (yogourt, fromage, lait si on le digère [cf lactase]), œufs, viande, certaines légumineuses (haricots, lentilles, soja). Les autres légumineuses et céréales sont moins bien équilibrées, les protéines des premières sont pauvres en méthionine et en tryptophane, celles des secondes ainsi que des noix sont pauvres en lysine. On recommande donc de consommer chaque jour des représentants de ces deux groupes (soit : céréales et légumineuses ou noix et légumineuses) pour optimiser sa ration de protéines. D'où les plats complets végétariens issus de la plupart des sociétés qui ont eu leur propre façon de combiner les aliments protéiques : Dahl et pita, haricots et chips de maïs, couscous et pois chiches, lentilles et noix de cajou, houmous et pain lavash, soupe de pois cassés et croûtons de pain, etc. Cette théorie dite de la « complémentarité des protéines » est très présente dans le milieu végétarien. Des études récentes[Lesquelles ?] sur des populations végétariennes non pratiquantes de cette théorie n'ont décelé aucune carence protéinique. Elle est de plus en plus considérée comme dépassée.
Exemples de teneur en acides aminés :
| Produit            | Valine | Leucine | Isoleucine | Thréonine | Tryptophane | Phénylalanine | Méthionine | Lysine |
| ------------------ | ------ | ------- | ---------- | --------- | ----------- | ------------- | ---------- | ------ |
| Entrecôte de bœuf  | 1,29 % | 1,92 %  | 1,18 %     | 1,07 %    | 0,26 %      | 0,97 %        | 0,59 %     | 1,99 % |
| Soja               | 1,76 % | 2,84 %  | 1,78 %     | 1,49 %    | 0,45 %      | 1,97 %        | 0,58 %     | 1,90 % |
| Fromage (Gruyère)  | 1,74 % | 2,45 %  | 1,34 %     | 1,49 %    | 0,42 %      | 1,43 %        | 1,55 %     | 2,19 % |
| Lentilles (sèches) | 1,39 % | 2,11 %  | 1,19 %     | 1,12 %    | 0,25 %      | 1,40 %        | 0,22 %     | 1,89 % |
| Noix               | 0,77 % | 1,14 %  | 0,67 %     | 0,54 %    | 0,17 %      | 0,66 %        | 0,22 %     | 0,44 % |
| Riz naturel sec    | 0,50 % | 0,69 %  | 0,34 %     | 0,33 %    | 0,09 %      | 0,42 %        | 0,17 %     | 0,30 % |

### Les vitamines
Les principales sources de vitamines sont les fruits, les légumes et les céréales.
La vitamine C abonde dans les fruits et les légumes (agrumes, tomates, poivrons, etc.) ; les vitamines du groupe B dans les céréales ; la provitamine A (β-carotène), qui se convertit en vitamine A dans l'organisme, dans les légumes (carottes, épinards, persil, cresson, etc.) ; la vitamine K dans les légumes verts ; les vitamines E et F dans les graines oléagineuses, etc.
Deux cas sont à étudier particulièrement : celui de la vitamine D et de la vitamine B12.
Notre corps synthétise la vitamine D lorsqu'il est exposé au soleil. Elle est indispensable à l'assimilation du calcium et est particulièrement importante au cours de la croissance. S'exposer modérément au soleil permet d'en synthétiser en quantité suffisante. Une carence en vitamine D peut conduire au rachitisme.
La vitamine B12 se trouve essentiellement dans les produits d'origine animale. Principalement dans les abats (et surtout le foie, organe de stockage de la vitamine B12), certains coquillages (notamment la palourde) et poissons (harengs fumés), et dans une moindre quantité dans tous les produits d'origine animale. L'absorption de la vitamine B12 semble baisser avec l'âge, et notamment à partir de 50 ans.
Cependant, comme une carence peut apparaître dans un temps indéterminé (la vitamine B12 stockée dans le foie représente une réserve pour une période allant de quelques semaines à plusieurs années) et que ses conséquences peuvent être graves, il est recommandé aux personnes ayant une consommations de produits animaux diminués, d'autant plus si âgées de plus de 50 ans, d'adjoindre à leur alimentation une supplémentation en vitamine B12 et a fortiori de façon indispensable pour les végétariens et végétaliens.

### Les sels minéraux
Les sels minéraux sont les constituants qui restent (sous forme de cendres) après calcination des tissus organiques. Selon les quantités mises en jeu dans l'organisme, les sels minéraux sont couramment divisés en 2 groupes :
- les éléments principaux ou macro-éléments : calcium (Ca), phosphore (P), potassium (K), chlore (Cl), sodium (Na), magnésium (Mg)
- les éléments traces ou oligo-éléments : fer (Fe), zinc (Zn), cuivre (Cu), manganèse (Mn), iode (I), molybdène (Mo), etc. Les caractéristiques du zinc en tant que nutriment sont abordées dans un autre article : Zinc (nutriment)

#### Le fer
Le manque de fer est un mal très courant. Il affecte en particulier les enfants et adolescents en pleine croissance, les femmes enceintes ou pré-ménopausées.
On distingue le fer selon qu'il est héminique (présent dans l'hémoglobine du sang, donc dans la viande) ou non héminique (provenant des végétaux, des œufs ou des produits laitiers).
Le fer héminique est bien absorbé par l'organisme tandis que le fer d'origine végétale a pour sa part besoin de vitamine C pour être aussi bien absorbé.
Le régime végétal étant toujours très riche en vitamine C, cette association (fer/vit. C) ne demande aucune attention et explique pourquoi les végétariens ne souffrent pas plus de carence en fer que les non-végétariens.

#### Le calcium
Le calcium est nécessaire pour la formation et le maintien des os ainsi que pour l'équilibre nerveux.
Les produits laitiers en contiennent beaucoup, mais les viandes presque pas, et de plus, leur consommation en accentue les besoins. En effet, leur richesse en phosphore augmente la perte de calcium dans les urines.
Un excès de protéines diminue l'absorption du calcium et contribue pour beaucoup à l'apparition de l'ostéoporose (fragilité osseuse) qui affecte de façon endémique les sociétés occidentales.
Les végétaux sont d'assez bonnes sources de calcium (persil, brocolis, etc.). Toutefois certains d'entre eux (épinards, rhubarbe, oseille) contiennent des quantités non négligeables d'acide oxalique qui en diminue l'absorption.
Enfin, comme mentionné précédemment, il faut veiller à s'exposer au soleil pour synthétiser la vitamine D qui régule le mouvement du calcium entre le sang et les os.